# Ueda Tadahiko
Ueda Tadahiko (Kiotó, 1947. augusztus 3. – 2015. április 15.) japán válogatott labdarúgó.

## Nemzeti válogatott
A japán válogatottban 13 mérkőzést játszott, melyeken 7 gólt szerzett.

## Statisztika
| Japán válogatott | Japán válogatott | Japán válogatott |
| Időszak          | Mérk.            | gól              |
| ---------------- | ---------------- | ---------------- |
| 1970             | 10               | 7                |
| 1971             | 3                | 0                |
| Összesen         | 13               | 7                |